# Кобилін-Пеньонжкі
Кобилін-Пеньонжкі (пол. Kobylin-Pieniążki) — село в Польщі, у гміні Кобилін-Божими Високомазовецького повіту Підляського воєводства.
Населення — 86 осіб (2011).
У 1975-1998 роках село належало до Ломжинського воєводства.

## Демографія
Демографічна структура станом на 31 березня 2011 року:
|          | Загалом | Допрацездатний вік | Працездатний вік | Постпрацездатний вік |
| -------- | ------- | ------------------ | ---------------- | -------------------- |
| Чоловіки | 45      | 7                  | 27               | 11                   |
| Жінки    | 41      | 6                  | 18               | 17                   |
| Разом    | 86      | 13                 | 45               | 28                   |